# Oberea flavodiscalis
Oberea flavodiscalis là một loài bọ cánh cứng trong họ Cerambycidae.